# Windows Media Audio
Windows Media Audio, eller WMA, är ett stängt ljudfilsformat som lanserades av Microsoft Corporation 1999 för att konkurrera med bland andra MP3 och Realaudio.
Till skillnad från MP3-filer går WMA-filer att göra kopieringsskyddade med DRM. Då kan ljudfilen endast spelas upp på den dator som filen skapats på. Kopieringsskyddet kan också kopplas från. Detta väljs vid skapandet av WMA-filen, men kan inte ändras i efterhand ens av upphovspersonen.

## Källförteckning
1. ↑  ”Windows Media Technologies 4 Delivers Cutting-Edge CD-Quality Audio On the Internet”. Microsoft PressPass. Arkiverad från originalet den 24 oktober 2007. https://web.archive.org/web/20071024030506/http://www.microsoft.com/presspass/press/1999/Aug99/WM4Lnchpr.mspx. Läst 16 augusti 2007.